# 同江之役
同江之役是1929年中东路事件中苏联和中国一次大规模武装冲突。
1929年10月12日5时，苏联以800余骑兵、3000余步兵，配合以40余辆坦克，向中国境内同江守军发起进攻。同时，苏联阿穆尔河舰队出动8艘舰艇，由指挥官斯加斯克率领，进攻尹祚干率领的中国东北海军江防舰队，由于开展地区位于黑龙江、松花江与乌苏里江的汇合处，故又名三江口中苏海战。
苏联海军舰种齐全，火力强大，很快便压制住了中国方面的火力。但守军将领沈鸿烈预先以一艘拖船“东乙号”搭载2门大炮埋伏于交战地区附近的芦苇丛中，偷袭苏军旗舰“雪尔诺夫”号得手，因而双方形成僵持。9时日出，苏军出动15架战机掌握了战场的制空权，战局急转直下。中方6艘江防舰艇5艘被击沉，1艘重伤退出战场。
苏方陆军随即渡过黑龙江，向同江进攻，中国守军有东北海军陆战队第一大队和陆军一个营，坚守5个小时后被全歼。下午2时，苏联占领同江，次日退出，但保留了对黑瞎子岛的占领。
根据中方公布的战报，中方损失士兵900人左右，江防舰队失去战力，苏方损失士兵700人左右、舰队旗舰“雪尔诺夫”号等三艘被击沉、两艘重伤、飞机被击落两架。苏方战报未知。